# Otto Peuschel
Otto Peuschel (* 15. Dezember 1867 in Crottendorf; † 29. Mai 1932 ebenda) war ein Fotograf, Mundartdichter und Sänger des westlichen Erzgebirges, der besonders durch seine Liedpostkarten-Veröffentlichungen aus den Jahren 1906 und 1907 in Erinnerung geblieben ist. 

## Leben

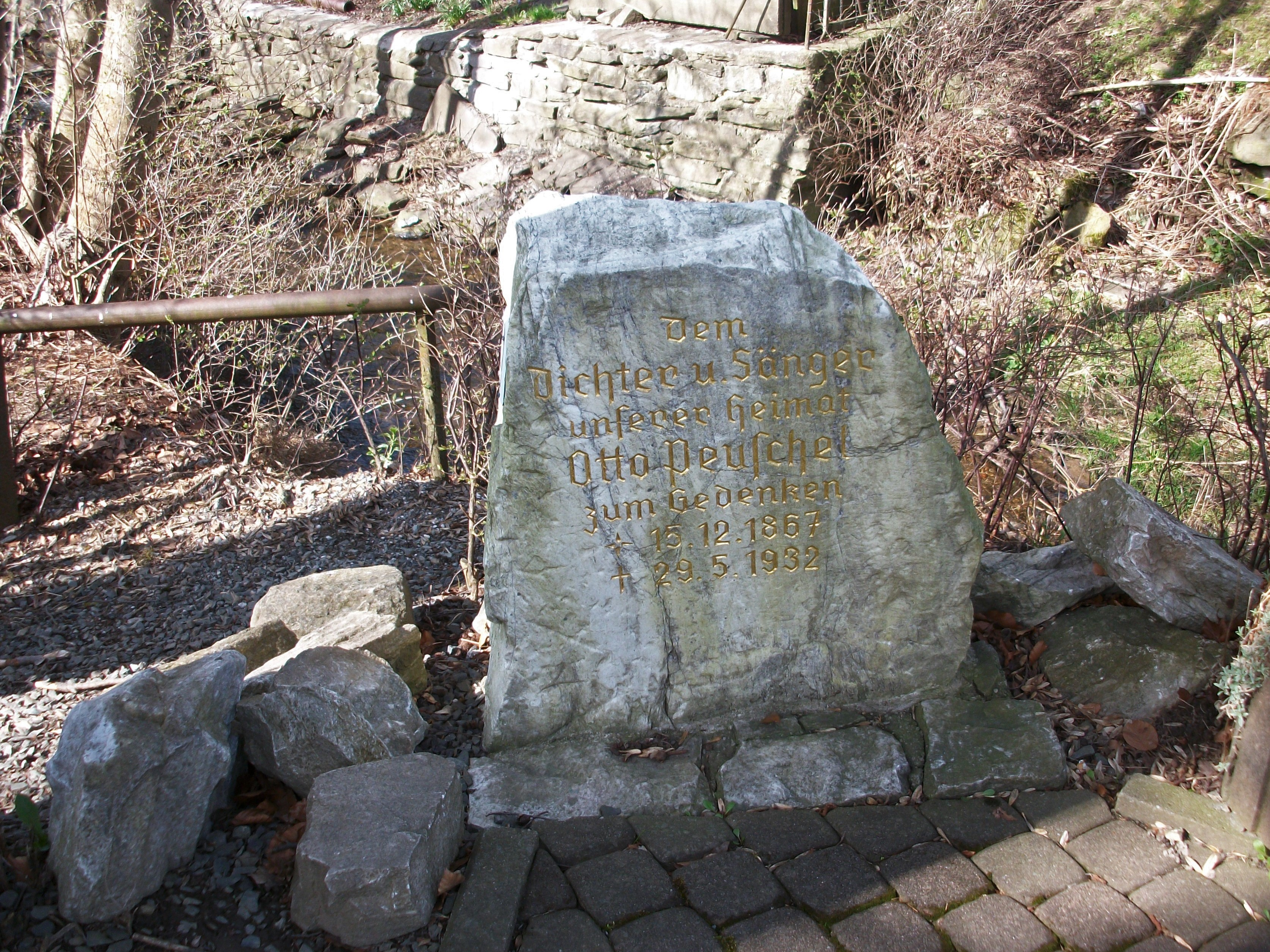
Otto-Peuschel-Gedenkstein (Crottendorf)

Peuschel besuchte die Volksschule in Crottendorf und wurde danach zunächst Tischler und später Musterzeichner für Posamenten. In seinen letzten Lebensjahren arbeitete er in einer Knopffabrik.
In seiner Freizeit schuf er Texte und Weisen mehrerer Lieder in erzgebirgischer Mundart. Einen Teil vertrieb er im Selbstverlag auf Liedpostkarten. Er war Leiter des Männerchors der evangelisch-methodistischen Kirchgemeinde in Crottendorf und gab Unterricht im Gitarre- und Zitherspiel.
Die Kreisleitung der NSDAP ehrte Otto Peuschel durch eine Festveranstaltung am 23. Dezember 1934 an seiner Grabstätte.

## Peuschels Liedpostkarten-Serie
Über die Grenzen seines Heimatortes Crottendorf machte sich Peuschel durch seine Liedpostkarten bekannt. Diese entstanden ab etwa 1905 und waren mit aufwändigen Lithographien versehen. Auf den meisten Karten hat sich Peuschel selbst im Bild verewigt. Die Serie ist durchnummeriert und umfasst so vermutlich sechzehn Karten. Die Zeichnungen auf den Karten stammen teilweise von Hans Unger (1872–1936), einem Leipziger Künstler und Grafiker, und teilweise von Otto Peuschel selbst. 

### Auflistung der bekannten Liedpostkarten
Insgesamt sind 16 durchnummerierte Karten bekannt. Sie erschienen mit Verlagsvermerk Eigentum und Verlag von Otto Peuschel, Crottendorf i. Erzgebirge; vor 1910 mit Kleeblatt G, L & C, was für Hofkunstanstalt Löffler & Co., Greiz steht. Weiterer Vermerk auf der Vorderseite: Arzgebirgischå Liedlå Nr. ...

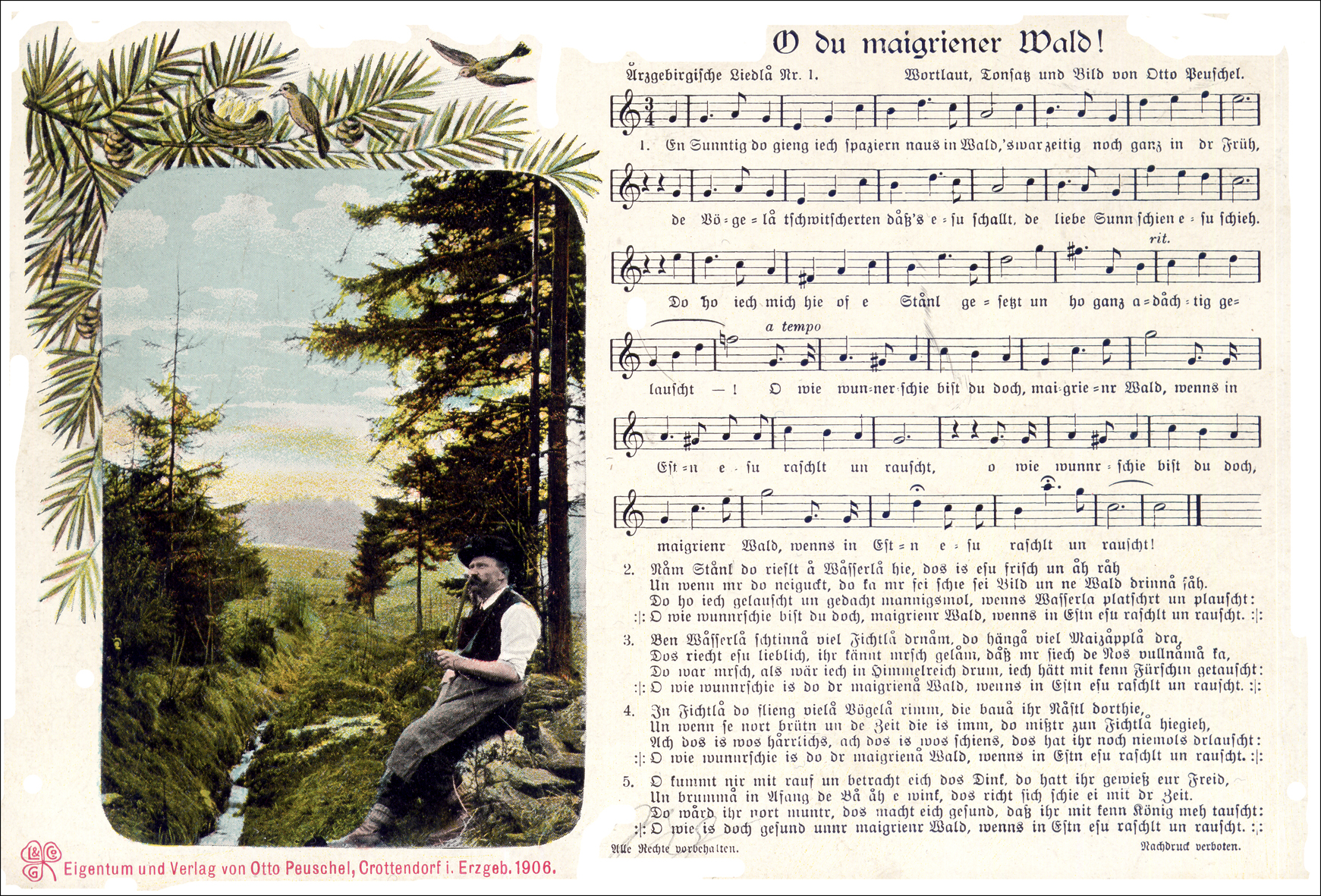
1 – O du maigriener Wald! (1906). Peuschel selbst abgebildet; Zweite Version nach 1910 mit Vermerk im Briefmarkenfeld 3552.
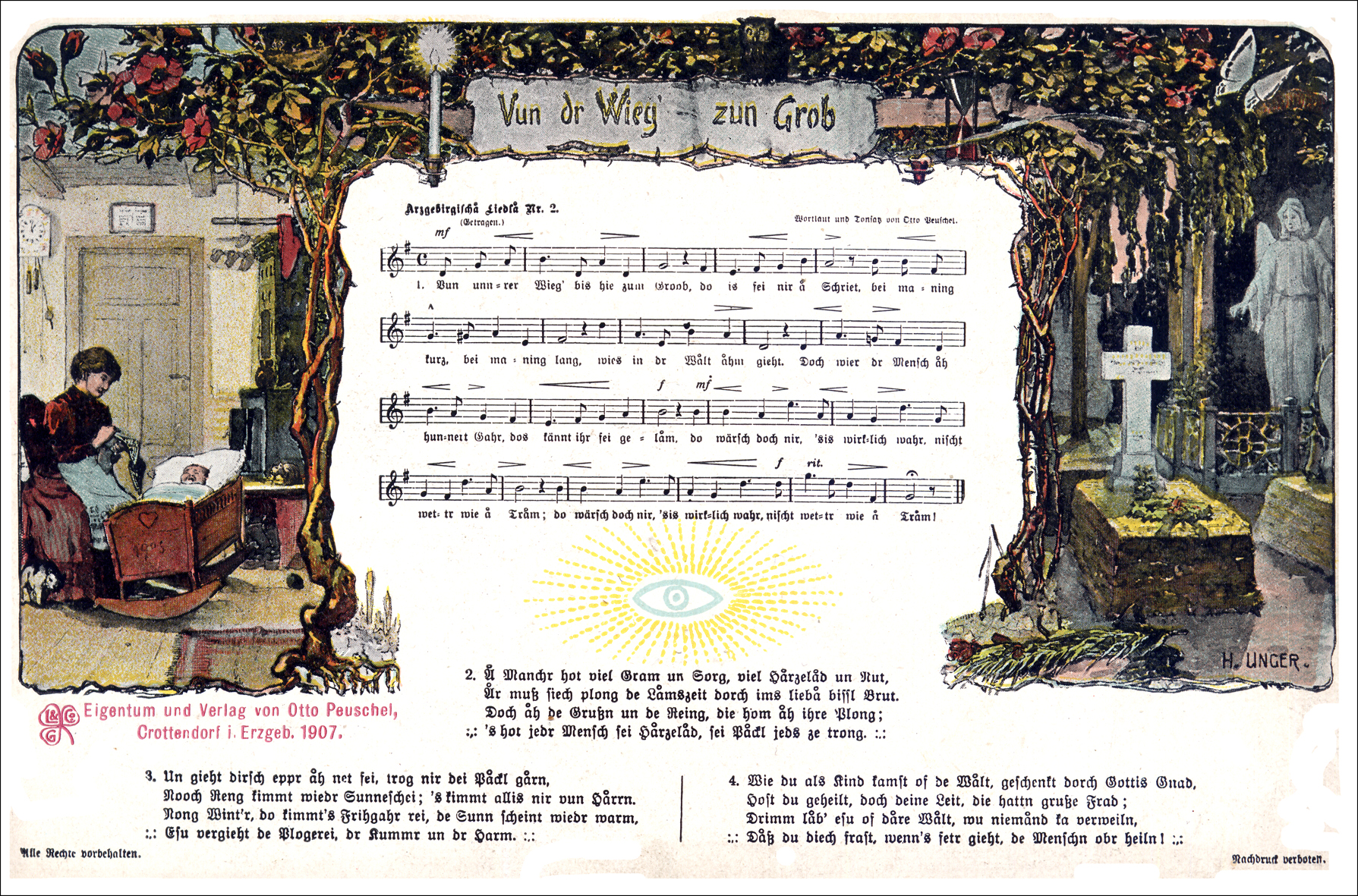
2 – Vun dr Wieg’ zun Grob (1907). Zeichnung von H. Unger, Leipzig.
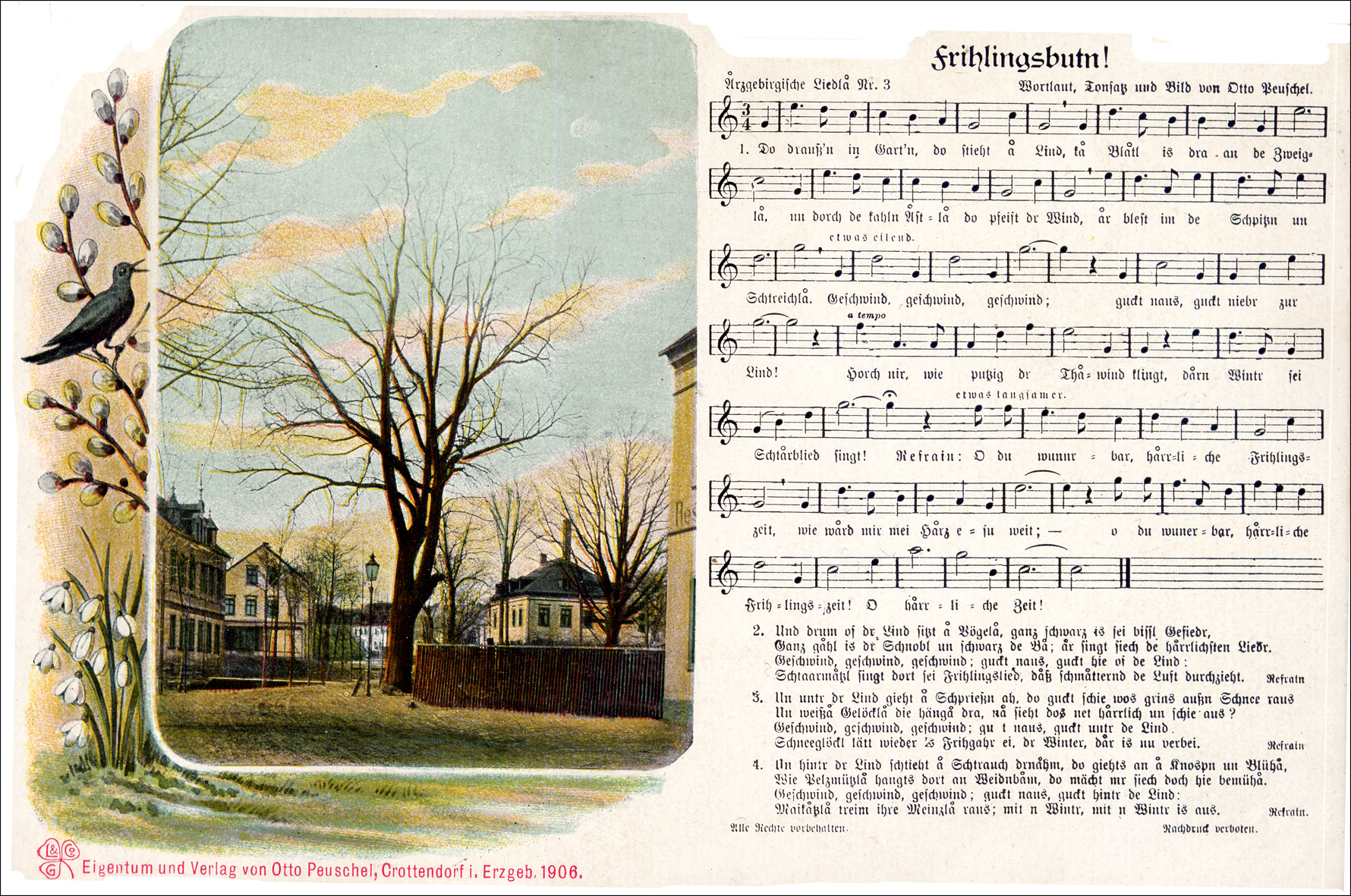
3 – Frihlingsbutn! (1906). Mit Zeichnung und Foto von Otto Peuschel; Ortsansicht von Crottendorf, koloriert.
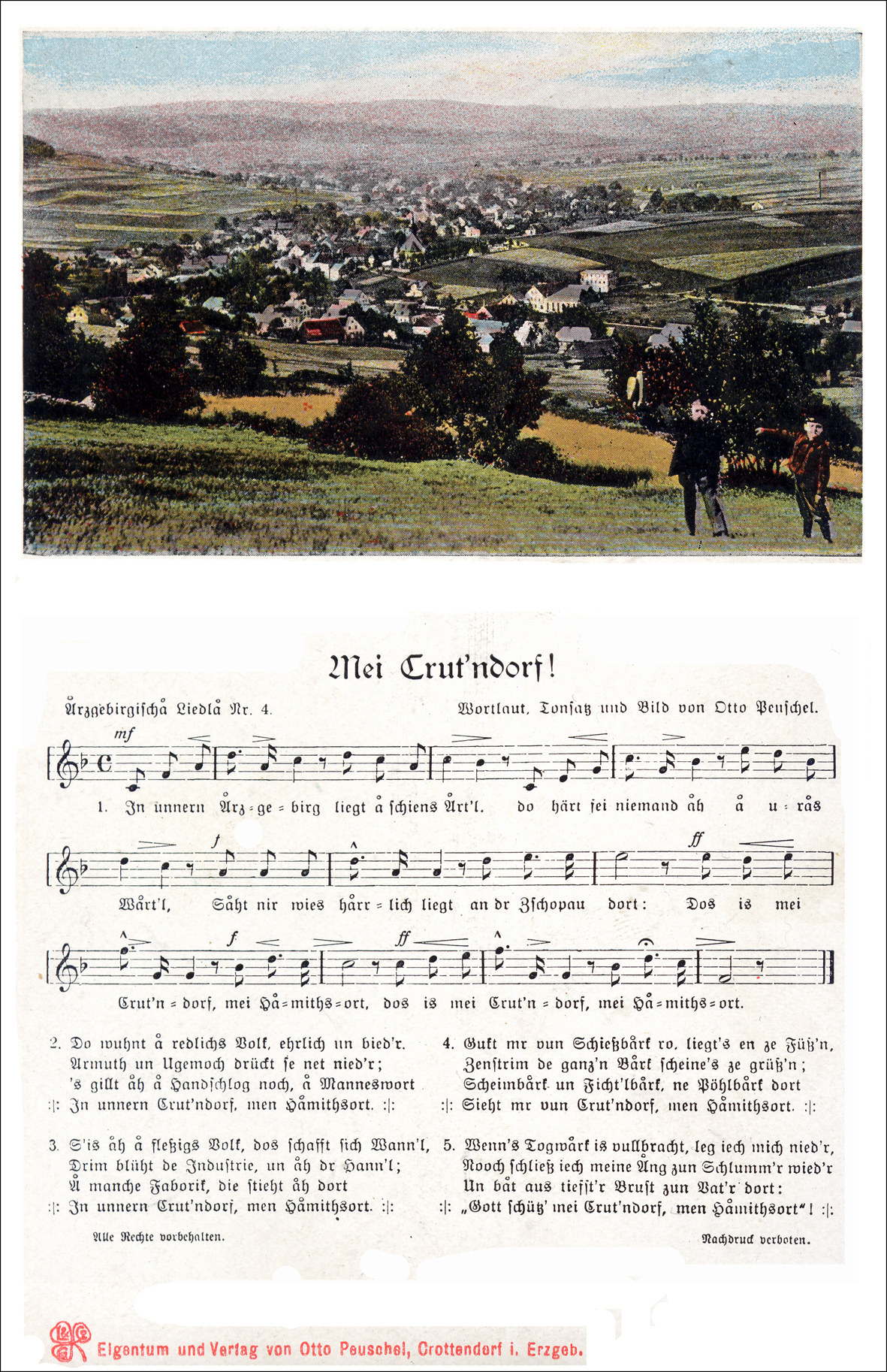
4 – Mei Crut’ndorf! (1906). Mit einer Panoramaphotographie Crottendorfs von Otto Peuschel, koloriert.
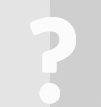
5 – De Greif’nschtå (1906). Mit Photographie der Greifensteine von Otto Peuschel, koloriert. Peuschel ist selbst im Hintergrund abgebildet.
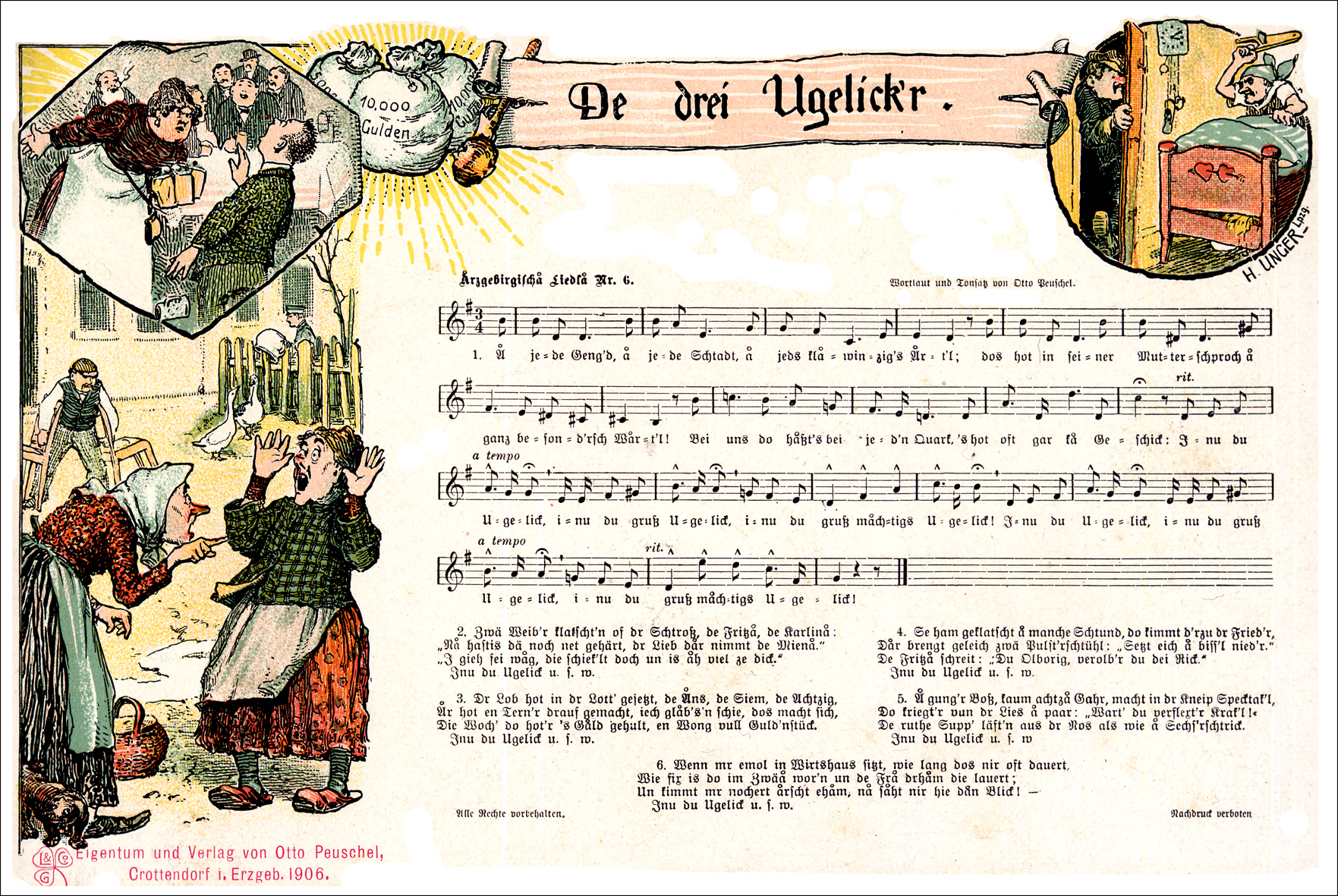
6 – De drei Ugelick’r. (1906). Zeichnung von H. Unger, Leipzig.
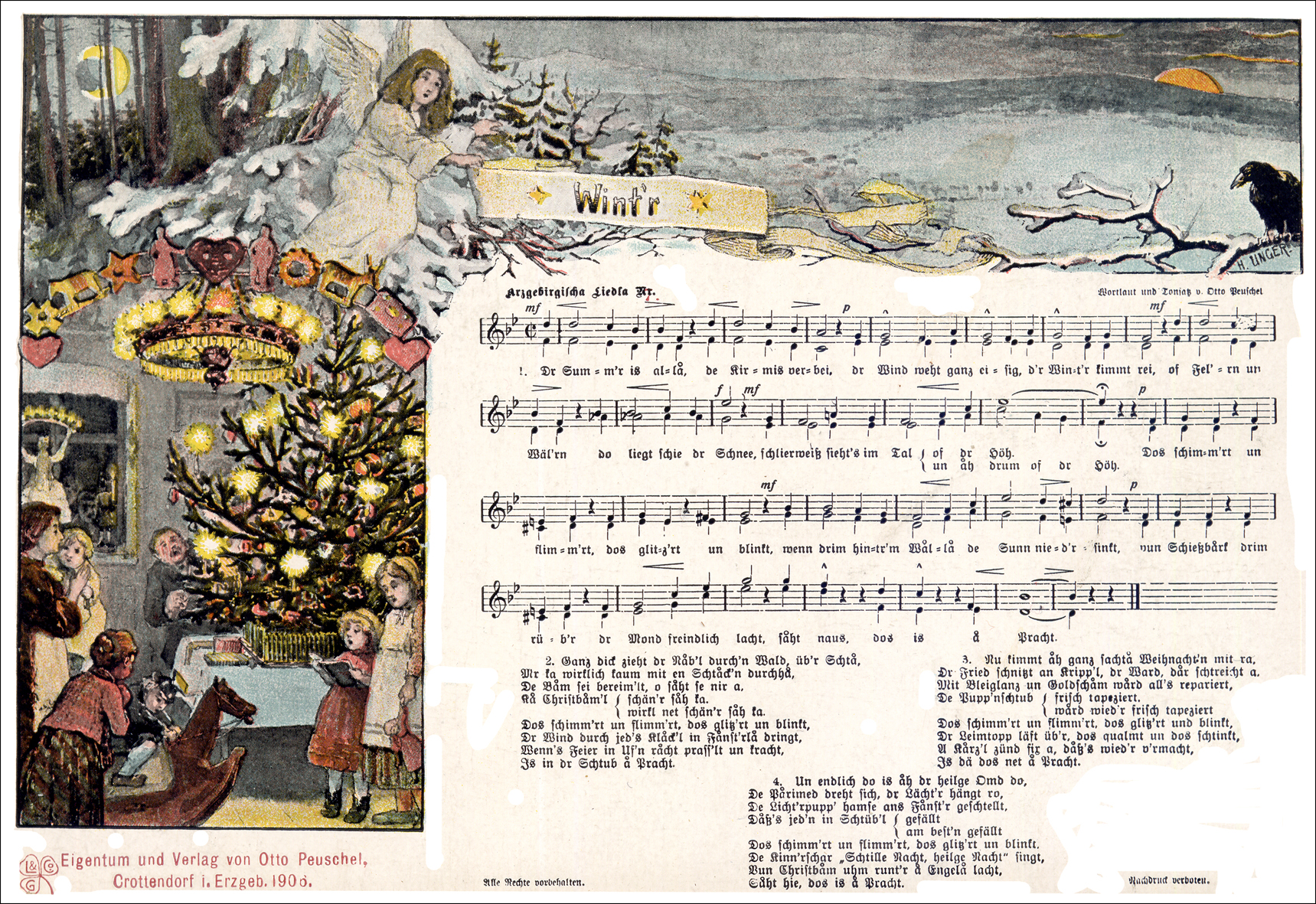
7 – Wint’r (1906). (Dr Summ’r is alla). Zeichnung von H. Unger, Leipzig. Eingedruckte rote Nr. 7.
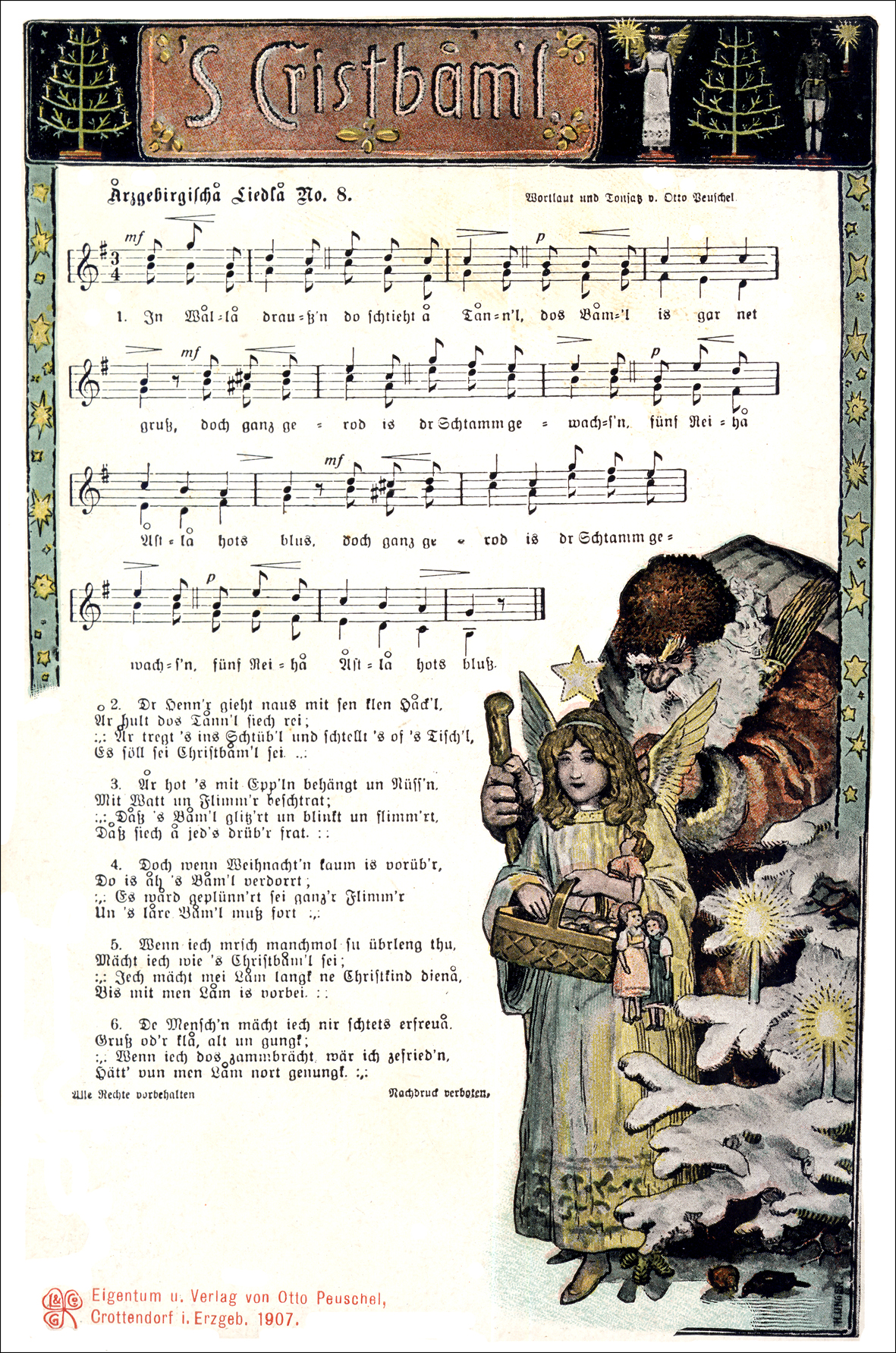
8 – ’s Christbåm’l. (1907). Zeichnung von H. Unger, Leipzig.
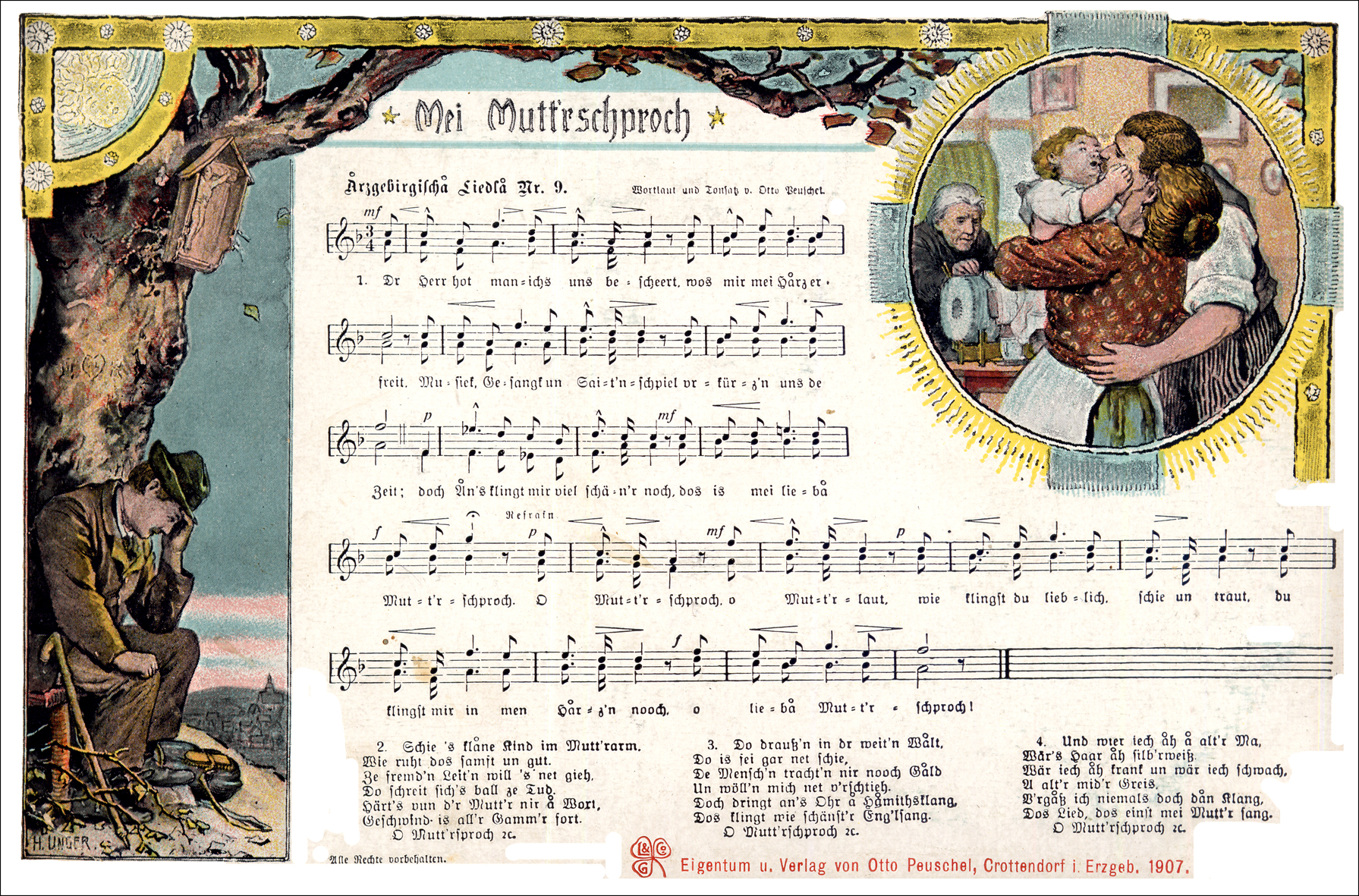
9 – Mei Mutt’rschproch (1907). Zeichnung von H. Unger, Leipzig. Otto peuschel links sitzend selbst abgebildet.
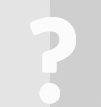
10 – Mei Arzgebirg, wie schie bist du! Wortlaut handschriftlich; mit Zeichnung Otto Peuschels; Zweite Version nach 1910 mit Vermerk im Briefmarkenfeld 20190 und nur Verlag: Otto Peuschel, Crottendorf.
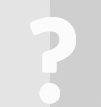
11
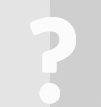
12
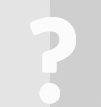
13
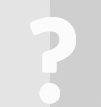
14
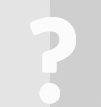
15
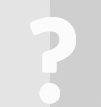
16 – D’r Scheib’nbårg. Ohne Jahres- und Verlagsangabe; Photographie von Peuschel mit Scheibenberg als Panorama. Peuschel ist selbst links am Bildrand abgebildet.

### Außerdem auf Postkarten
- Wenn’s in Winter schneie tut. Nummer unbekannt

### Weitere Lieder
- Schneeberger Weihnachtslied
- Ich ho a klaans Haisel

## Ehrungen
In den 1950er Jahren wurde durch den Kulturbund der DDR für Otto Peuschel eine Gedenkstätte in Crottendorf angelegt. Außerdem wurde eine Straße nach ihm benannt.